# Staurolit
Staurolit (Karsten, 1800), chemický vzorec (Fe,Mg,Zn)2(Al,Fe)9(Si,Al)4O22(O,OH)2 je jednoklonný minerál ze skupiny nesosilikátů.

Název pochází z řeckých slov σταυρός (staurós) = kříž a λίθος (líthos) = kámen; staurolit vytváří často prorostlice ve tvaru kříže.

## Původ
Tvoří se hluboko v zemské kůře v regionálně přeměněných hornínách, jako jsou ruly a svory, které vznikaly za extrémních teplot a tlaků, v kontaktně metamorfovaných horninách, výjimečně v pegmatitech.

## Morfologie

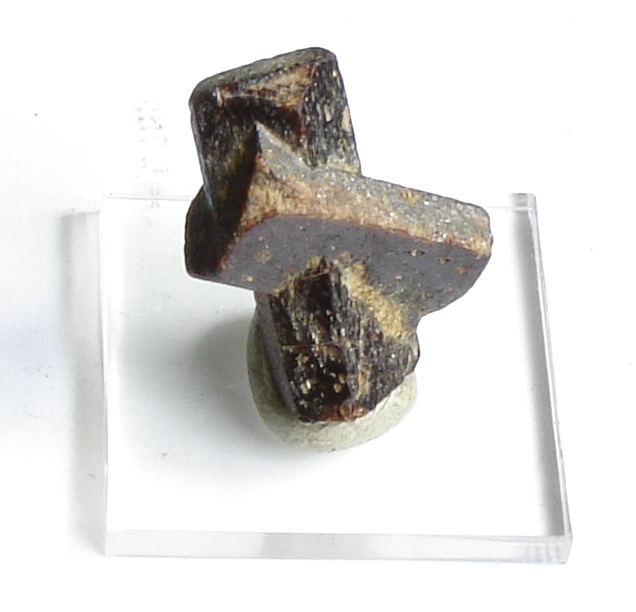
Křížová vyrostlice staurolitu.

Většinou velmi dobře vyvinuté krátce sloupcovité krystaly s nevelkým počtem ploch a kosočtverečným průřezem, zarostlé, někdy však volné v důsledku zvětrávání. Pro tento nerost jsou zvláště typické křížovité prorostlice, kterým také staurolit vděčí za své jméno.

## Vlastnosti
- Fyzikální vlastnosti: Tvrdost 7-7,5, křehký, hustota: 3,7 až 3,8 g/cm³, štěpnost dobrá podle (010), lom lasturnatý, tříštivý.
- Optické vlastnosti: Barva: načervenale až načernale hnědá, často má drsné nebo zemité povlaky. Lesk skelný až smolný, průhlednost: průsvitný až opakní, vryp bílý až šedavý.
- Chemické vlastnosti: Složení: Mg 0,30 %, Al 28,91 %, Fe 9,63 %, Si 13,49 %, H 0,29 %, O 47,30 %, příměsi Li, Co, Zn, Mn (v tomto případě jsou tavitelné[1]).

## Odrůdy

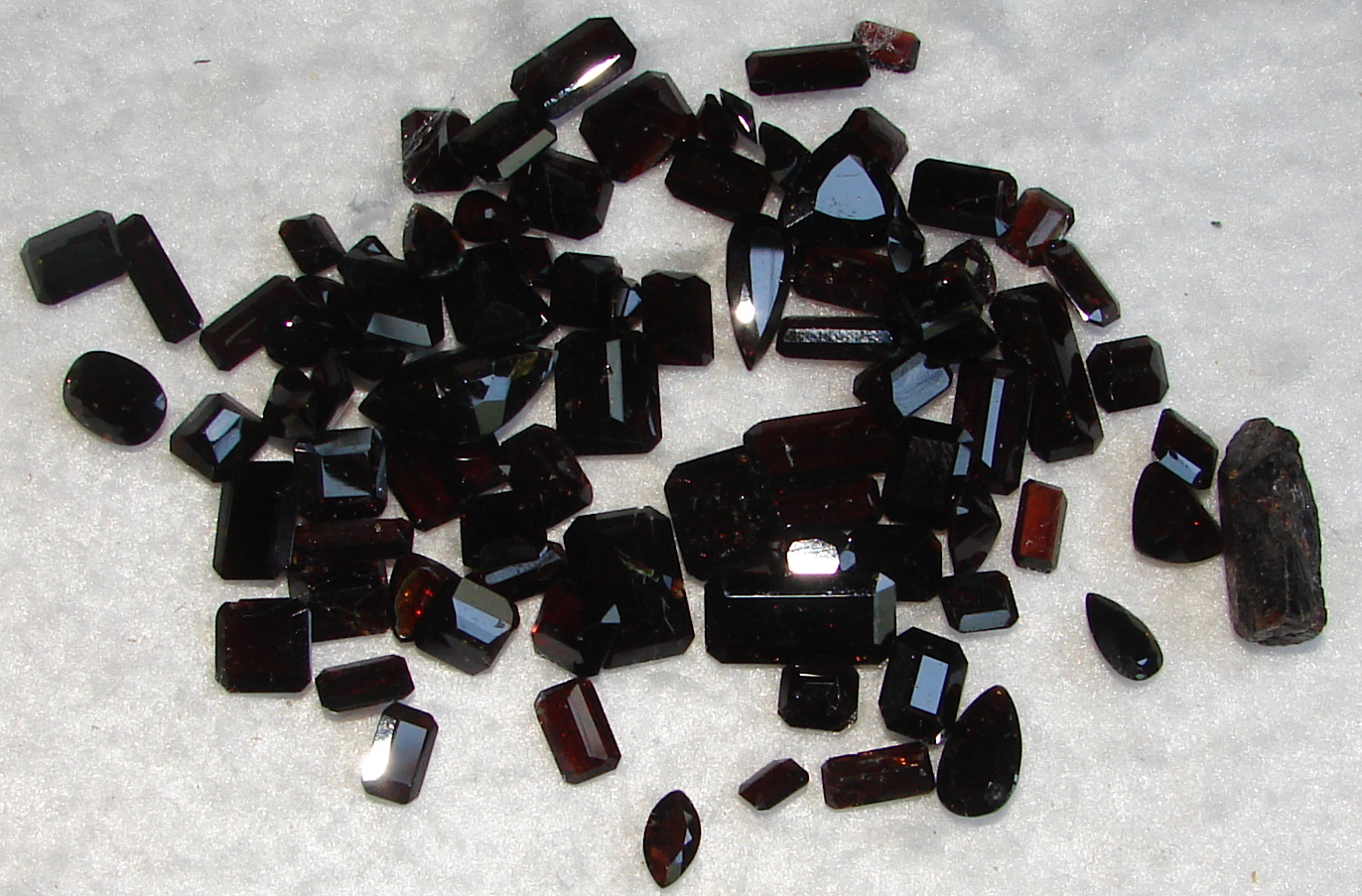
Broušené staurolity z Minas Gerais, Brazílie

- lusakit – černý až kobaltově modrý, obsahuje až 8,5 % CoO, naleziště Lusaka, Zambie
- nordmarkit – hnědočervený, obsahuje až 11,5 % Mn2O3, před dmuchavkou se lehce taví v magnetické sklo, naleziště Nordmark, Švédsko
- zinkostaurolit – žlutavá barva, obsahuje až 7,5 % ZnO, naleziště Georgie, USA

## Podobné minerály
- granát

## Parageneze
- kyanit, muskovit, granát, křemen, almandin, sillimanit, turmalín, chloritoid…

## Využití
Někdy se nosí jako amulet, čiré krystaly jsou vybrušovány jako vzácné šperky.

## Naleziště

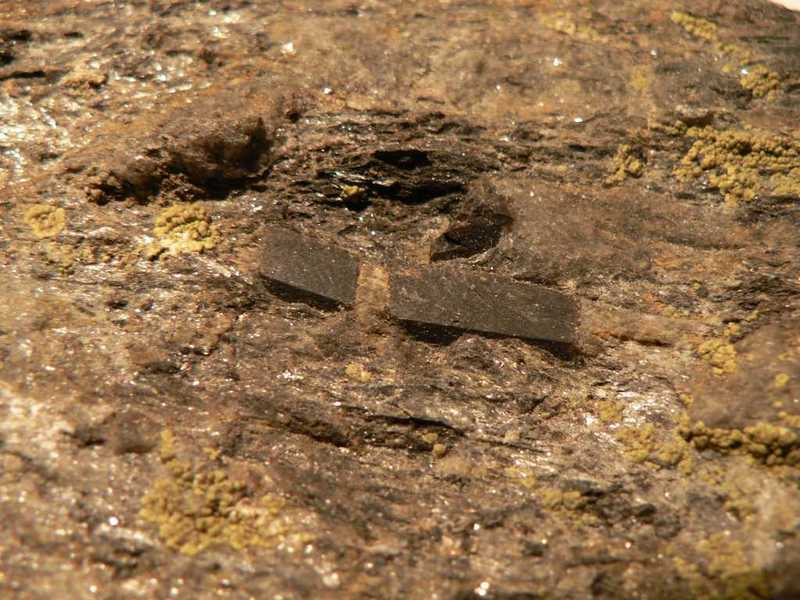
Vyrostlice staurolitu ve svoru (oblast Šeráku, Jeseníky).

- Česko – Přibyslavice u Čáslavi, Toužim, Žlutice, Zhoř u Mladé Vožice; hojné křížové prorostlice (do 2 cm) ve svorech v Jeseníkách, zvláště v pásmu Ostružná – Červenohorské sedlo – Keprník – Kouty nad Desnou.[3]
- Slovensko – v krystalických břidlicích Malých Karpat (u Limbachu krystaly do 1 cm), Vysokých Tater (Jalovecká dolina), v rulách Braniska a Čierné hory.[3]

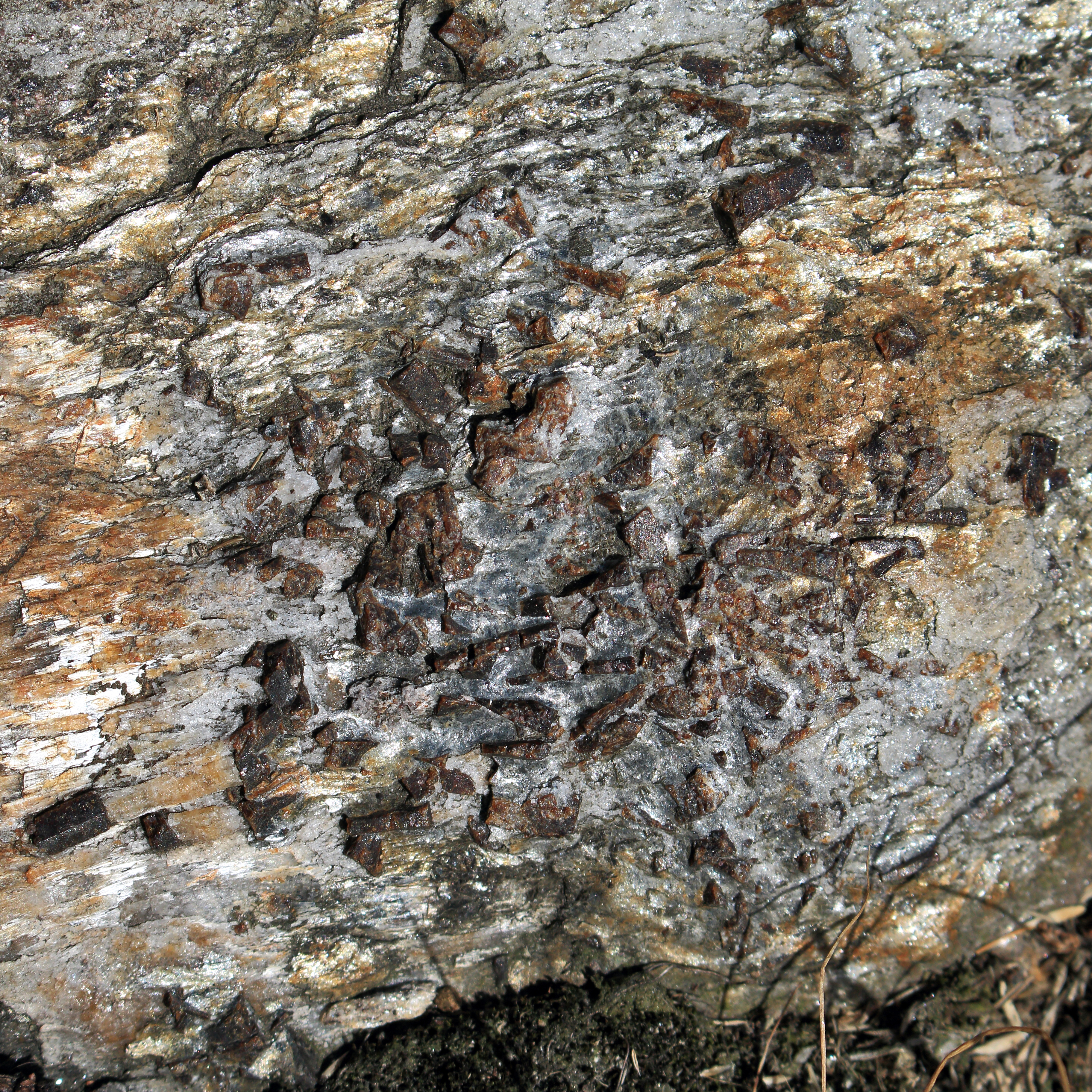
Shluk krystalů staurolitu ve svoru. Obří skály, Šerák

- Shluk krystalů staurolitu ve svoru. Obří skály, ŠerákEvropa – slavné jsou hnědočervené, průsvitné krystaly vyskytující se společně s modrým kyanitem v Pizzo Forno v Tessinu (Švýcarsko. Další naleziště: Aschaffenburg (Bavorsko, Německo), Prilep (Severní Makedonie, Monte Legnone (Veltlin, Itálie).[2]